# Vezseny
Vezseny là một thị trấn thuộc hạt Jász-Nagykun-Szolnok, Hungary. Thị trấn này có diện tích 25,17 km², dân số năm 2010 là 726 người, mật độ 29 người/km².